# Eupithecia chlorofasciata
Eupithecia chlorofasciata är en fjärilsart som beskrevs av Karl Dietze 1872. Eupithecia chlorofasciata ingår i släktet Eupithecia och familjen mätare. Inga underarter finns listade i Catalogue of Life.